# Aljaksandra Prywalawa
Aljaksandra Waljanzinauna Prywalawa (belarussisch Аляксандра Валянцінаўна Прывалава, russisch Александра Валентиновна Привалова Alexandra Walentinowna Priwalowa; * 29. Oktober 1987 in Minsk) ist eine belarussische Tischtennisspielerin. Sie nahm von 2006 bis 2018 an 11 Europa- und 11 Weltmeisterschaften sowie an den Olympischen Spielen 2012 und 2016 teil.

## Werdegang
2012 qualifizierte sie sich für die Teilnahme am Einzelwettbewerb der Olympischen Spiele in London. Sie gewann gegen Han Xing (Kongo) und verlor danach gegen Liu Jia (Österreich).
Über ihren Platz in der ITTF-Weltrangliste erwarb sie eine Fahrkarte zu den Olympischen Spielen 2016 in Rio de Janeiro. Im Einzel besiegte sie die Iranerin Neda Shahsavari, danach schied sie gegen Chen Szu-yu (Taiwan) aus.
In der Saison 2007/08 spielte sie mit dem Verein TuS Glane in der 2. Bundesliga.
Bei Europa- und Weltmeisterschaften gewann sie insgesamt fünf Bronzemedaillen, nämlich im Mixed mit Pavel Platonov bei der EM 2011 und der EM 2012, mit der Mannschaft bei der EM 2010 und der EM 2011 sowie mit der Mannschaft bei der WM 2006.